# Auguste Pesloy
Auguste Pesloy (ur. w 1883, zm. ?) – francuski piłkarz wodny, medalista olimpijski Letnich Igrzysk Olimpijskich 1900 w Paryżu.
Wraz z drużyną Libellule de Paris zdobył brązowy medal w piłce wodnej.